# John Manley (Politiker)

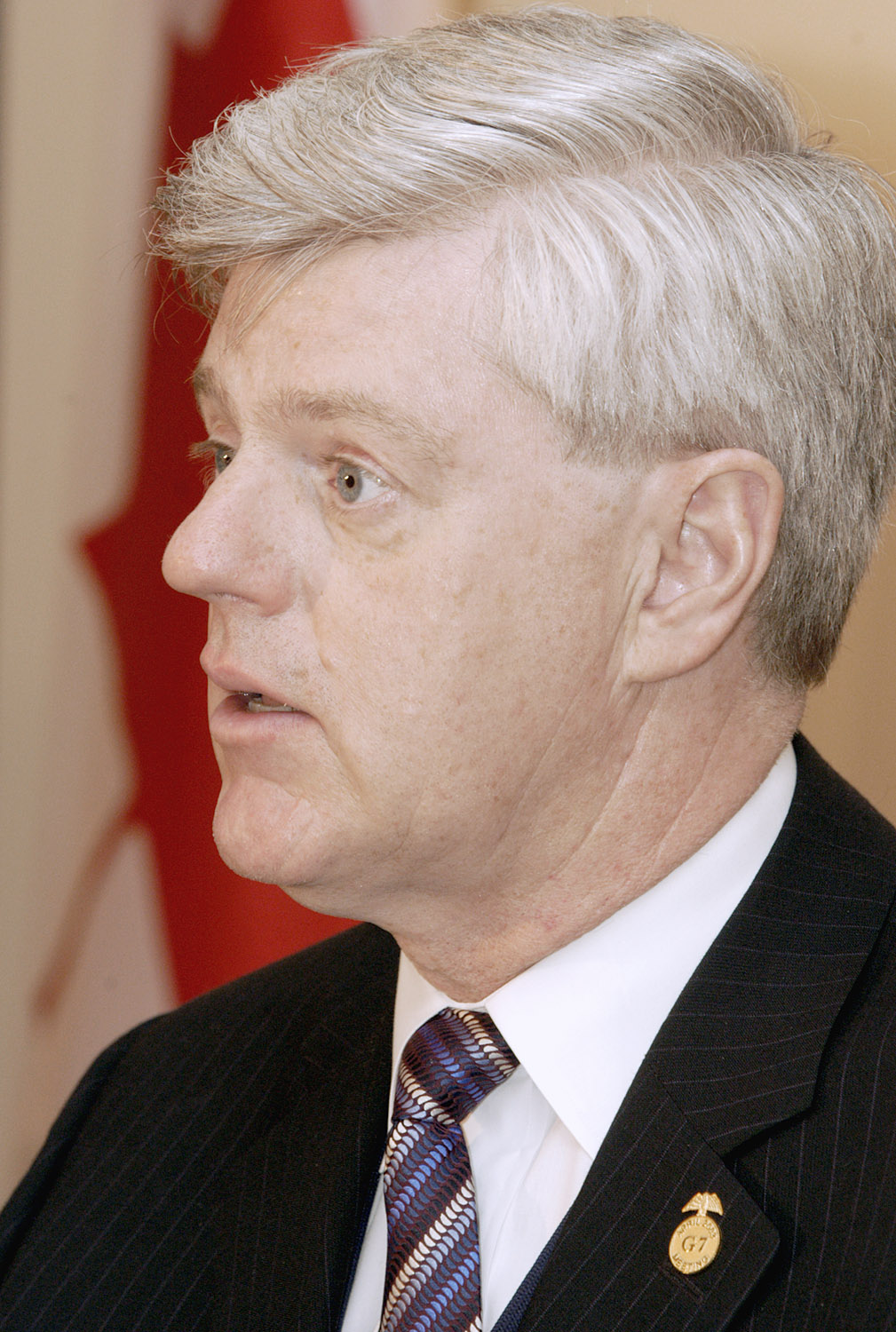
John Manley, 2003

John Paul Manley, PC, OC (* 5. Januar 1950 in Ottawa) ist ein kanadischer Jurist und Politiker der Liberalen Partei. Von 1988 bis 2004 war er Mitglied des Unterhauses und hatte von 1993 bis 2003 verschiedene Ministerposten inne.

## Biografie
Manley erwarb 1971 einen Bachelor of Arts an der Carleton University, besuchte bis 1972 die École française moderne in Lausanne und studierte anschließend bis 1976 Rechtswissenschaften an der Universität Ottawa, wo er einen Bachelor of Laws erwarb.
Nach Abschluss des Studiums arbeitete Manley bis 1977 für den Vorsitzenden des Obersten Gerichtshofes von Kanada und wechselte dann zu einer Anwaltskanzlei. 1988 wurde Manley für den Wahlkreis Ottawa-Süd in das Unterhaus gewählt. Als die Liberale Partei bei den Unterhauswahlen 1993 die Mehrheit der Stimmen auf sich vereinen konnte, wurde Manley Minister für Industrie unter Premierminister Jean Chrétien. Bei den Wahlen 1997 wurde er in diesem Amt bestätigt. Im Oktober 2000 übernahm Manley als Nachfolger des auf eigenen Wunsch ausgeschiedenen Lloyd Axworthy das Amt des Außenministers. Nach den Terroranschlägen vom 11. September 2001 wurde er darüber hinaus zum Vorsitzenden des Kabinettsausschusses für Öffentliche Sicherheit und Terrorismusbekämpfung ernannt. Für sein Wirken in diesen Rollen ernannte ihn das Time magazine 2001 zum Canadian Newsmaker of the Year. Im Januar 2002 verlor Manley das Amt des Außenministers an William Graham, wurde aber stellvertretender Premierminister und behielt seine Zuständigkeit für die Öffentliche Sicherheit und die Bekämpfung des Terrorismus. 2002 übernahm Manley das Amt des Finanzministers. Nach dem Rücktritt Jean Chrétiens kandidierte Manley für das Amt des Parteivorsitzenden, unterlag jedoch Paul Martin. In der im Dezember 2003 neu gebildeten Regierung hatte er keinen Ministerposten mehr inne. Ihm wurde der Posten des Botschafters in den Vereinigten Staaten angeboten, den er jedoch ablehnte.
2004 zog sich Manley auch aus dem Unterhaus zurück und widmete sich wieder seiner Tätigkeit als Anwalt. Er sitzt im Verwaltungsrat von Nortel Networks, der Canadian Imperial Bank of Commerce und der Canadian Pacific Railway. Für seine Verdienste wurde Manley mit der Ehrendoktorwürde der Universität Ottawa und der Carleton University ausgezeichnet.
Manley ist verheiratet und Vater von 3 Kindern. Er ist ein Cousin der kanadischen Eiskunstläuferin Elizabeth Manley.